# 9496 Ockels
(9496) Ockels is een planetoïde genoemd naar de Nederlandse astronaut Wubbo Ockels.
De planetoïde werd ontdekt op 26 maart 1971 door Cornelis Johannes van Houten, Ingrid van Houten-Groeneveld en Tom Gehrels. De planetoïde staat op 2,756-3,074 AE van de zon. De excentriciteit bedraagt 0,055. Zijn baan maakt een hoek van 2,951° met de ecliptica. De planetoïde heeft een absolute magnitude van 13,6.